# Star Trucker
Star Trucker es un videojuego de rol desarrollado por Monster y Monster y publicado por Raw Fury. En el juego, el jugador asume el papel de conductor de un camión que viaja por el espacio exterior. Se lanzó en 2024 y recibió críticas positivas.

## Jugabilidad
En Star Trucker el jugador asume el papel de un conductor de camión. El camión, inspirado en los semirremolques estadounidenses de la década de 1970, es un vehículo que viaja en el espacio exterior y que los jugadores utilizan para transportar carga a granel en forma de contenedores. Está equipado con equipo de ciencia ficción, incluido un controlador warp, un magnetorreceptor, un traje espacial y más. El vehículo utiliza un control de tres ejes y está alimentado por baterías de gran tamaño, que también se utilizan para alimentar otros componentes del camión.
Al igual que otros videojuegos de rol, el objetivo del juego es ganar dinero y reputación mientras avanza la historia. Una misión típica tiene cuatro partes: aceptar tareas y comprar equipos de las estaciones espaciales, recoger la carga ubicada en el medio del espacio, conducir el camión y pasar por las puertas warp, y dejar la carga en el destino.
A lo largo del viaje hay varios lugares que el jugador puede visitar, como gasolineras, tiendas de conveniencia, tiendas de mejoras y estaciones de pesaje. También hay asteroides dispersos por todo el mundo que, si chocan, pueden dañar el casco y los componentes internos del camión. Cuando un componente se rompe, los sistemas del camión comienzan a funcionar mal, lo que provoca problemas como pérdida de gravedad, apagones, bajo nivel de oxígeno y baterías rotas.

## Desarrollo y lanzamiento
El juego fue creado por el desarrollador independiente Monster y Monster y publicado por Raw Fury. Se lanzó una demostración del juego en Steam el 17 de febrero de 2024, y el juego completo estuvo disponible el 3 de septiembre.

## Recepción
Star Trucker recibió críticas positivas de los críticos tras su lanzamiento, quienes elogiaron el juego por su jugabilidad relajante y creatividad, pero también criticaron sus sistemas de camiones relativamente simples.